# Sveti Ivan Žabno
Sveti Ivan Žabno (mezi lety 1953 a 1981 pouze Žabno) je vesnice a správní středisko stejnojmenné opčiny v Chorvatsku v Koprivnicko-križevecké župě. Nachází se asi 8 km jihovýchodně od města Križevci a asi 17 km severozápadně od Bjelovaru. V roce 2011 žilo ve vesnici 1 199 obyvatel, v celé opčině pak 5 222 obyvatel.
Součástí opčiny je celkem 16 trvale obydlených vesnic.
- Brdo Cirkvensko – 156 obyvatel
- Brezovljani – 305 obyvatel
- Cepidlak – 155 obyvatel
- Cirkvena – 574 obyvatel
- Hrsovo – 268 obyvatel
- Kenđelovec – 164 obyvatel
- Kuštani – 116 obyvatel
- Ladinec – 152 obyvatel
- Markovac Križevački – 147 obyvatel
- Novi Glog – 144 obyvatel
- Predavec Križevački – 111 obyvatel
- Rašćani – 130 obyvatel
- Sveti Ivan Žabno – 1 199 obyvatel
- Sveti Petar Čvrstec – 603 obyvatel
- Škrinjari – 212 obyvatel
- Trema – 786 obyvatel

Opčinou Sveti Ivan Žabno procházejí státní silnice D22 a D28 a župní silnice Ž2211, Ž2212, Ž2228, Ž2229, Ž2230 a Ž2231. Blízko se taktéž nachází tzv. Podrávský ypsilon, tvořený silnicemi D10 a D12.